# Fran Jović
Fran Jović (13 juni 1986) is een Kroatisch voetbalscheidsrechter. Hij is in dienst van FIFA en UEFA sinds 2014.
Op 2 juli 2015 debuteerde Jović in Europees verband tijdens een wedstrijd tussen Skonto FC en St. Patrick's Athletic in de voorronde van de UEFA Europa League. De wedstrijd eindigde in 2–1 en Jović gaf zeven gele kaarten.
Zijn eerste interland floot hij op 7 oktober 2017, toen Gibraltar met 0–6 verloor van Estland door onder meer drie doelpunten van Joonas Tamm.

## Interlands
| Datum          | Plaats              | Wedstrijd              | Uitslag | Competitie           | Kreeg geel | Kreeg voor de tweede keer geel en dus rood | Weggestuurd |
| -------------- | ------------------- | ---------------------- | ------- | -------------------- | ---------- | ------------------------------------------ | ----------- |
| 7 oktober 2017 | Loulé, Portugal     | Gibraltar – Estland    | 0 – 6   | Kwalificatie WK 2018 | 4          | 0                                          | 0           |
| 27 maart 2018  | Ljubljana, Slovenië | Slovenië – Wit-Rusland | 0 – 2   | Vriendschappelijk    | 3          | 0                                          | 0           |

Laatste aanpassing op 2 augustus 2018